# The Limey
 The Limey és una pel·lícula estatunidenca dirigida per Steven Soderbergh; fou estrenada el 1999. Els protagonistes són Terence Stamp, Lesley Ann Warren, Luis Guzmán, Barry Newman i Peter Fonda. La recepció crítica va ser positiva, però la pel·lícula no va tenir èxit financer després del llançament.

## Repartiment
- Terence Stamp: Wilson
- Lesley Ann Warren: Elaine
- Luis Guzmán: Eduardo Roel
- Barry Newman: Jim Avery
- Joe Dallesandro: Oncle John
- Nicky Katt: Stacy, l'assassí a sou
- Peter Fonda: Terry Valentine
- Amelia Heinle: Adhara
- Melissa George: Jennifer 'Jenny' Wilson
- William Lucking: Warehouse Foreman
- Matthew Kimbrough: Tom Johannson
- John Robotham: Rick, un guardaespatlles de Valentine
- Steve Heinze: Larry, un guardaespatlles de Valentine
- Nancy Lenehan: la dona de l'avió

## Al voltant de la pel·lícula
- El rodatge va començar el 1r d'octubre de 1998 i va tenir lloc a Big Sobre i Los Angeles, a Califòrnia.
- Imatges de la pel·lícula Poor Cow (1967) han estat utilitzades en el flashback de Wilson amb la seva dona i el seu bebè.
- La primera cançó de la pel·lícula és The Seeker, del grup The Who. Durant els anys 60, un dels dos mànagers del grup era Chris Stamp, el germà de Terence Stamp.
- Durant una escena, es pot veure Terry Valentine (Peter Fonda) mirar un programa televisat que mostra l'actor George Clooney, protagonista d'Un embolic molt perillós, precedent pel·lícula del cineasta, i qui va marcar el començament d'una llarga col·laboració: Ocean's Eleven (2001), Solaris (2002), Ocean's Twelve (2004), The Good German (2006), Ocean's Thirteen (2007)...
- Al fil de la pel·lícula, es pot veure el personatge d'Ed (Luis Guzmán) portar nombroses samarretes amb celebritats polítiques, com Ruhol·lah Khomeini, Che Guevara o Mao Zedong.
- Segons el guió, el nom de Wilson és Dave.
- El personatge principal havia de ser interpretat inicialment per Michael Caine.
- La música de la pel·lícula va ser composta per Cliff Martinez, ja responsable de nombroses partitures de pel·lícules del cineasta: Sexe, mentides i cintes de vídeo (1989), Kafka (1991), King Of The Hill (1993), A flor de pell (1995), Gray’s Anatomy (1996), Schizopolis (1996), Traffic (2000), Solaris (2002)...
- La acollida de  The Limey  va ser en gran manera positiva per part de la crítica; a Rotten Tomatoes el 93% dels crítics van donar a la pel·lícula una valoració positiva, basada en 80 ressenyes.[2]
- Amb un pressupost de 9 milions de dòlars, va ser un fracàs econòmic ja que en taquilla només va ingressar 3,2 milions de dòlars.[3]

## Banda original
- The Seeker, interpretat per The Who
- King Midas in Vessa, compost per Allan Clarke, Tony Hicks i Graham Nash
- Limey Vibes, interpretat per Danny Saber
- Spy, interpretat per Danny Saber
- Move, interpretat per Danny Saber
- Moog Song, interpretat per Danny Saber
- Sitar Song, interpretat per Danny Saber
- Squib Cakes, interpretat per Tower of Power
- Smokin, interpretat per Boston
- Magic Carpet Ride, interpretat per Steppenwolf
- Flosso Bosso, interpretat per Harry Garfield
- China Grove, interpretat per The Doobie Brothers
- It Happens Each Day, interpretat per The Byrds
- Colours, interpretat per Terence Stamp

## Premis
- Premi al millor actor per a Terence Stamp, als Satelite Awards 2000.
- Nominació a la millor pel·lícula, director millor, guió millor, actor millor (Terence Stamp) i millor segon paper masculí (Luis Guzmán), en els Independent Spirit Award 2000.